# Jay McInerney
John Barrett McInerney Jr. (Hartford, Connecticut, 1955. január 13. –) amerikai író, az úgynevezett "kölyökfalka" ("Brat Pack") íróinak egyike. Ismert regényei a Fények, nagyváros, a Lángos csillag fakul, az Életem története és A jó élet. 1988-ban azonos címen fílmre írta első könyvét (szereplők: Michael J. Fox és Kiefer Sutherland), 1998-ban közreműködött az Angelina Jolie főszereplésével készült, Kifutó a semmibe című HBO produkció forgatókönyvének megírásában, amiért Emmy-díjra jelölték. Egy ideig vezette az amerikai House&Garden magazin bor rovatát, aminek kapcsán két könyvet is kiadott Bacchus & Me (2000) és A Hedonist in the Cellar (2006) címmel.

## Élete
A Williams College-ban szerzett bölcsész alapdiplomát 1976-ban, majd a Syracuse Universityn folytatott posztgraduális tanulmányokat. Újságíró-riporterként dolgozik; később két évet Japánban tölt a Time-Life munkatársaként. 1980-1981-ben a Random House Könyvkiadónál szerkesztői tevékenységet végez. 1983 óta csak az írásnak szenteli magát; 1984-ben megjelenik és nagy sikert arat Féynek, nagyváros c. regénye, melynek filmváltozatát 1988-ban mutatják be.

## Írásművészete
Írásainak fókuszában a mindennapok banalitásaiba gumbancolt ember áll. A cselekményes feszültséget és minimalista technikát elegyítő precíz, világos, sodró stílus jellemzi prózáját.

## Magyarul megjelent művei
- Fények, nagyváros; ford. B. Siklós Márta, utószó Bán Zsófia; Európa, Bp., 1993 (Európa zsebkönyvek)
- Lángos csillag fakul; ford. M. Nagy Miklós; Európa, Bp., 1996
- Az utolsó Savage; ford. M. Nagy Miklós; Európa, Bp., 1997
- Életem története; ford. M. Nagy Miklós; Európa, Bp., 2005
- A jó élet; ford. Siklós Márta; Európa, Bp., 2007